# Łęg Probostwo
Łęg Probostwo is een dorp in de Poolse woiwodschap Mazovië. De plaats maakt deel uit van de gemeente Drobin.